# Ârash
För andra betydelser, se Arash.

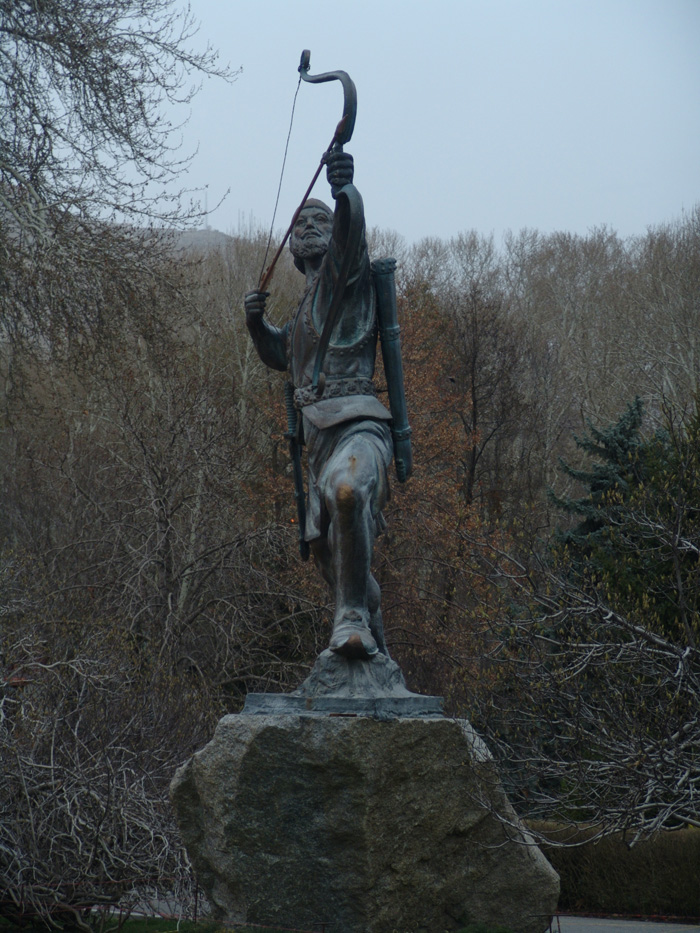
Staty av Arash i Teheran

Arash lyssna (fil); (persiska: آرش Ārash) , även Ārash-e Kamāngir (persiska:  آرش کمانگیر) ("Arash bågskytten"), är en hjältefigur och legendarisk bågskytt i persisk mytologi. 
Namnet Arash är besläktat med Artaxerxes och Ardeshir och betyder "den vars styre vilar på rättvisa".
Enligt legenden riskerade Ârash sitt liv i slutet av kriget mellan Iran och Turan, då Turan hade tagit allt land fram till bergsområdet Damavand. Turanierna uppmanade perserna att skjuta en pil och där pilen hamnade skulle den nya gränsen mellan de två länderna dras. Arash anmälde sig då frivilligt att skjuta pilen. Han klättrade uppför Damavand (5671 meter högt). I gryningen vände Ârash sig mot norr och sköt. Pilen landade inte förrän på kvällen, 2 250 kilometer bort vid floden Oxus; denna flod blev således Irans gräns. Efter att han sköt pilen sägs det att han dog av att vara tömd på all kraft.